# Бун (Колорадо)
Бун (енгл. Boone) град је у америчкој савезној држави Колорадо.

## Демографија
По попису из 2010. године број становника је 339, што је 16 (5,0%) становника више него 2000. године.
| Група             | 2000.       | 2010.       |
| Белци             | 214 (66,3%) | 235 (69,3%) |
| Афроамериканци    | 2 (0,6%)    | 2 (0,6%)    |
| Азијати           | 0 (0,0%)    | 0 (0,0%)    |
| Хиспаноамериканци | 102 (31,6%) | 93 (27,4%)  |
| Укупно            | 323         | 339         |